# 塔普利·西頓
塞繆爾·韋茅斯·塔普利·西頓爵士GCMG，CVO，QC，JP（1950年7月28日—2023年6月29日），是一名聖克里斯多福及尼維斯政治人物。
西頓在圣基茨岛出生，是威廉·A·西頓（William A. Seaton）與珀爾·A·西頓（Pearl A. Seaton，本姓戈德溫（Godwin））的兒子。2015年5月20日前聖克里斯多福及尼維斯總督埃德蒙·威克姆·勞倫斯下台，他出任署理總督，並在9月1日在总理提摩西·哈里斯的建議下獲伊莉莎白二世正式任命。